# División Oeste de la Liga Americana
La División Oeste de la Liga Americana (American League West) es una de las seis divisiones de Major League Baseball y una de las tres divisiones de la Liga Americana. La división tuvo cuatro equipos, siendo la más chica de las Ligas Mayores, aunque en algún tiempo llegó a tener hasta siete equipos antes del reacomodamiento de 1994. Aunque sus equipos están en la costa oeste de Estados Unidos, llegó a tener equipos tan al este como la ciudad de Chicago y el estado de Texas.

## Miembros

### Miembros actuales
- Athletics: miembro fundador.
- Houston Astros: se unió en 2013; previamente en la NL Central.
- Los Angeles Angels: miembro fundador (como los California Angels).
- Seattle Mariners: se unió en 1977 como equipo de expansión.
- Texas Rangers: se unió en 1972; previamente en la AL Este (Washington Senators).

### Miembros antiguos
- Chicago White Sox: miembro fundador; actualmente en la AL Central.
- Kansas City Royals: miembro fundador; actualmente en la AL Central.
- Minnesota Twins: miembro fundador; actualmente en la AL Central.
- Seattle Pilots/Milwaukee Brewers: miembro fundador (como los Seattle Pilots); actualmente en la NL Central.

### Alineación de la división
| Periodo de tiempo | Alineación | Cambios |
| ----------------- | --- | --- |
| 1969              | California Angels, Chicago White Sox, Kansas City Royals, Minnesota Twins, Oakland Athletics, Seattle Pilots                  | Creación de la división por la expansión de 1969                                                                                             |
| 1970-1971         | California Angels, Chicago White Sox, Kansas City Royals, Milwaukee Brewers, Minnesota Twins, Oakland Athletics               | La franquicia de Seattle se muda Milwaukee, convirtiéndose en los Brewers                                                                    |
| 1972-1976         | California Angels, Chicago White Sox, Kansas City Royals, Minnesota Twins, Oakland Athletics, Texas Rangers                   | Washington Senators se mudan a Texas, convirtiéndose en los Rangers y cambian de división con Milwaukee, que se muda a la AL Este            |
| 1977-1993         | California Angels, Chicago White Sox, Kansas City Royals, Minnesota Twins, Oakland Athletics, Seattle Mariners, Texas Rangers | Seattle se une en 1977 como equipo de expansión                                                                                              |
| 1994-2012         | California/Anaheim Angels/Los Angeles Angels of Anaheim, Oakland Athletics, Seattle Mariners, Texas Rangers                   | Chicago, Kansas City y Minnesota se mudan a la recién creada AL Central por el reacomodo de 1994                                             |
| 2013-presente     | California/Anaheim Angels/Los Angeles Angels of Anaheim, Houston Astros, Oakland Athletics, Seattle Mariners, Texas Rangers   | Houston Astros cambia de liga para equilibrar el número de equipos de ambas Ligas (15), y de las 6 Divisiones (5), llegando de la NL Central |

## Campeones divisionales
| Temp. | Equipo                                     | Récord                                     | %                                          | Resultado en los playoffs                  |
| ----- | ------------------------------------------ | ------------------------------------------ | ------------------------------------------ | ------------------------------------------ |
| 1969  | Minnesota Twins                            | 97–65                                      | .599                                       | Perdió el Campeonato de la AL              |
| 1970  | Minnesota Twins                            | 98–64                                      | .605                                       | Perdió el Campeonato de la AL              |
| 1971  | Oakland Athletics                          | 101–61                                     | .627                                       | Ganó la Serie Mundial                      |
| 1972  | Oakland Athletics                          | 93–62                                      | .600                                       | Ganó la Serie Mundial                      |
| 1973  | Oakland Athletics                          | 94–68                                      | .580                                       | Ganó la Serie Mundial                      |
| 1974  | Oakland Athletics                          | 90–72                                      | .556                                       | Perdió el Campeonato de la AL              |
| 1975  | Oakland Athletics                          | 98–64                                      | .605                                       | Perdió el Campeonato de la AL              |
| 1976  | Kansas City Royals                         | 90–72                                      | .556                                       | Perdió el Campeonato de la AL              |
| 1977  | Kansas City Royals                         | 102–60                                     | .630                                       | Perdió el Campeonato de la AL              |
| 1978  | Kansas City Royals                         | 92–70                                      | .568                                       | Perdió el Campeonato de la AL              |
| 1979  | California Angels                          | 88–74                                      | .543                                       | Perdió el Campeonato de la AL              |
| 1980  | Kansas City Royals                         | 97–65                                      | .599                                       | Perdió la Serie Mundial                    |
| 1981  | Oakland Athletics                          | 64–45                                      | .587                                       | Perdió el Campeonato de la AL              |
| 1982  | California Angels                          | 93–69                                      | .574                                       | Perdió el Campeonato de la AL              |
| 1983  | Chicago White Sox                          | 99–63                                      | .611                                       | Perdió el Campeonato de la AL              |
| 1984  | Kansas City Royals                         | 84–78                                      | .519                                       | Perdió el Campeonato de la AL              |
| 1985  | Kansas City Royals                         | 91–71                                      | .562                                       | Ganó la Serie Mundial                      |
| 1986  | California Angels                          | 92–70                                      | .568                                       | Perdió el Campeonato de la AL              |
| 1987  | Minnesota Twins                            | 85–77                                      | .525                                       | Ganó la Serie Mundial                      |
| 1988  | Oakland Athletics                          | 104–58                                     | .642                                       | Perdió la Serie Mundial                    |
| 1989  | Oakland Athletics                          | 99–63                                      | .611                                       | Ganó la Serie Mundial                      |
| 1990  | Oakland Athletics                          | 103–59                                     | .636                                       | Perdió la Serie Mundial                    |
| 1991  | Minnesota Twins                            | 95–67                                      | .586                                       | Ganó la Serie Mundial                      |
| 1992  | Oakland Athletics                          | 96–66                                      | .593                                       | Perdió el Campeonato de la AL              |
| 1993  | Chicago White Sox                          | 94–68                                      | .580                                       | Perdió el Campeonato de la AL              |
| 1994  | Suspendida debido a la huelga de jugadores | Suspendida debido a la huelga de jugadores | Suspendida debido a la huelga de jugadores | Suspendida debido a la huelga de jugadores |
| 1995  | Seattle Mariners                           | 79-66                                      | .545                                       | Perdió el Campeonato de la AL              |
| 1996  | Texas Rangers                              | 90–72                                      | .556                                       | Perdió la Serie Divisional                 |
| 1997  | Seattle Mariners                           | 90–72                                      | .556                                       | Perdió la Serie Divisional                 |
| 1998  | Texas Rangers                              | 88–74                                      | .543                                       | Perdió la Serie Divisional                 |

| Temp. | Equipo             | Récord     | %          | Resultado en los playoffs     |
| ----- | ------------------ | ---------- | ---------- | ----------------------------- |
| 1999  | Texas Rangers      | 95–67      | .586       | Perdió la Serie Divisional    |
| 2000  | Oakland Athletics  | 91–70      | .565       | Perdió la Serie Divisional    |
| 2001  | Seattle Mariners   | 116–46     | .716       | Perdió el Campeonato de la AL |
| 2002  | Oakland Athletics  | 103–59     | .636       | Perdió la Serie Divisional    |
| 2003  | Oakland Athletics  | 96–66      | .593       | Perdió la Serie Divisional    |
| 2004  | Anaheim Angels     | 92–70      | .568       | Perdió la Serie Divisional    |
| 2005  | Anaheim Angels     | 95–67      | .586       | Perdió el Campeonato de la AL |
| 2006  | Oakland Athletics  | 93–69      | .574       | Perdió el Campeonato de la AL |
| 2007  | Anaheim Angels     | 94–68      | .580       | Perdió la Serie Divisional    |
| 2008  | Anaheim Angels     | 100–62     | .617       | Perdió la Serie Divisional    |
| 2009  | Anaheim Angels     | 97–65      | .599       | Perdió el Campeonato de la AL |
| 2010  | Texas Rangers      | 90–72      | .556       | Perdió la Serie Mundial       |
| 2011  | Texas Rangers      | 96–66      | .593       | Perdió la Serie Mundial       |
| 2012  | Oakland Athletics  | 94–68      | .580       | Perdió la Serie Divisional    |
| 2013  | Oakland Athletics  | 96–66      | .593       | Perdió la Serie Divisional    |
| 2014  | Los Angeles Angels | 98–64      | .605       | Perdió la Serie Divisional    |
| 2015  | Texas Rangers      | 88–74      | .543       | Perdió la Serie Divisional    |
| 2016  | Texas Rangers      | 95–67      | .586       | Perdió la Serie Divisional    |
| 2017  | Houston Astros     | 101–61     | .623       | Ganó la Serie Mundial         |
| 2018  | Houston Astros     | 103–59     | .636       | Perdió el Campeonato de la AL |
| 2019  | Houston Astros     | 107–55     | .660       | Perdió la Serie Mundial       |
| 2020  | Oakland Athletics  | 36-24      | .600       | Perdió la Serie Divisional    |
| 2021  | Houston Astros     | 95-67      | .586       | Perdió la Serie Mundial       |
| 2022  | Houston Astros     | 106-56     | .654       | Ganó la Serie Mundial         |
| 2023  | Houston Astros     | 90-72      | .556       | Perdió el Campeonato de la AL |
| 2024  | Houston Astros     | 88-73      | .547       | Perdió la Serie Comodín       |
| 2025  | En disputa         | En disputa | En disputa | En disputa                    |

## Clasificados a los playoffs vía Comodín
- Desde la temporada 1994 hasta la 2011 se incorporó la ronda divisional que clasificó a un equipo a la Ronda divisional, desde 2012 se creó la ronda comodín que clasifica a tres equipos a la mencionada ronda.

| Temp. | Equipo            | Récord | %    | Resultado en los playoffs        |
| ----- | ----------------- | ------ | ---- | -------------------------------- |
| 2000  | Seattle Mariners  | 95–67  | .586 | Perdió la Serie de Campeonato AL |
| 2001  | Oakland Athletics | 102–60 | .630 | Perdió la Serie divisional       |
| 2002  | Anaheim Angels    | 99–63  | .611 | Ganó la Serie Mundial            |
| 2012  | Texas Rangers     | 93–69  | .574 | Perdió la Ronda comodín          |
| 2014  | Oakland Athletics | 88–74  | .543 | Perdió la Ronda comodín          |
| 2014  | Houston Astros    | 86–76  | .531 | Perdió la Serie divisional       |
| 2018  | Oakland Athletics | 97–65  | .599 | Perdió la Ronda comodín          |
| 2019  | Oakland Athletics | 97–65  | .599 | Perdió la Ronda comodín          |
| 2020  | Houston Astros    | 29–31  | .483 | Perdió la Serie de Campeonato AL |
| 2022  | Seattle Mariners  | 90–72  | .556 | Perdió la Serie divisional       |
| 2023  | Texas Rangers     | 90–72  | .556 | Ganó la Serie Mundial            |

## Títulos divisionales por equipo
| Equipo              | Títulos | Wildcard | Años                                                                                                 |
| ------------------- | ------- | -------- | --- |
| Athletics           | 17      | 4        | 1971, 1972, 1973, 1974, 1975, 1981, 1988, 1989, 1990, 1992, 2000, 2002, 2003, 2006, 2012, 2013, 2020 |
| Los Angeles Angels  | 9       | 1        | 1979, 1982, 1986, 2004, 2005, 2007, 2008, 2009, 2014                                                 |
| Texas Rangers       | 7       | 2        | 1996, 1998, 1999, 2010, 2011, 2015, 2016                                                             |
| Houston Astros      | 7       | 2        | 2017, 2018, 2019, 2021, 2022, 2023, 2024                                                             |
| Seattle Mariners    | 3       | 2        | 1995, 1997, 2001                                                                                     |
| Kansas City Royals* | 6       | -        | 1976, 1977, 1978, 1980, 1984, 1985                                                                   |
| Minnesota Twins*    | 4       | -        | 1969, 1970, 1987, 1991                                                                               |
| Chicago White Sox*  | 2       | -        | 1983, 1993                                                                                           |

* - Dejaron la división en 1993